# Song Taizu
Kejsaren Taizu (kinesiska: 太祖), född 21 mars 927, död 14 november 976, var den första kejsaren av songdynastin i Kina. Han regerade från 960 och fram till sin död. Taizu var ett namn som gavs honom postumt; när han föddes fick han namnet Zhao Kuangyin (kinesiska: 趙匡胤; pinyin: Zhào Kuāngyìn) och det namnet bar han resten av sitt liv.

## Bakgrund och tidigt liv
Taizu kom från en släkt med ganska blygsam bakgrund och vilken inte med säkerhet kan spåras tillbaka längre än tangdynastins senare år. Hans farfar och farfars far verkade båda som lokala myndighetstjänstemän i Zhuozhou i Hebei. Däremot valde fadern till Taizu, Zhao Hongyin (趙弘殷) (899-956), att satsa på en militär karriär och blev officer i den kejserliga armén. Då fadern var arméofficer tränades Taizu både i kampsport och mer teoretiska ämnen. Senare i livet reste Taizu till de instabila områdena i norr för att göra sig ett namn som krigare. Taizu rekryterades till Guo Weis armé och blev där officer.

## Statskupp
Framgången i den militära karriären fortsatte för Taizu, då han efter en betydelsefull militär seger över en allians mellan Norra Han och Liaodynastin vid Gaoping befordrades till kommendant för trupperna i huvudstaden. Under denna tid lärde Taizu känna flertalet av generalerna i armén och även flera tjänstemän vid hovet. Nästa stora steg i den militära karriären kom när Taizu utnämndes till jiedushi, vilket innebar att han hade kontroll över större delen av de militära styrkorna under Zhou Shizong. När sedan Zhou Shizong dog år 960 kom dennes sjuårige son att ärva sin fars kejsartitel. Då kejsaren nu bara var ett barn vände sig stormännen till Taizu och erbjöd honom att träda in som ny kejsare. Taizu accepterade detta först efter att stormännen lovat att den unge kejsaren skulle skonas.

## Regeringstid

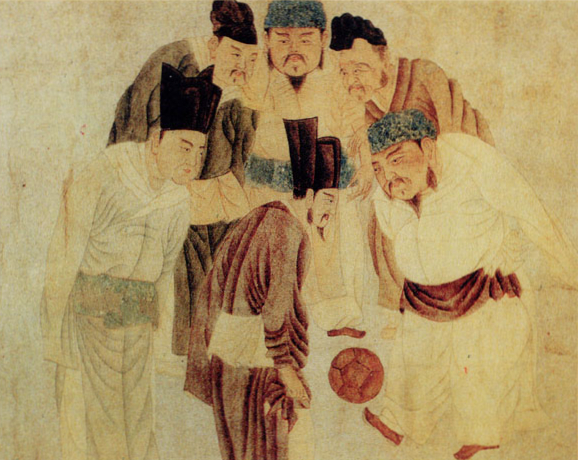
Kejsar Taizu spelar Cuju

När Taizu grep makten och blev kejsare 960 så enade han Kina, vilket inte hade gjorts sedan Tangdynastin föll samman 907. Statskuppen avslutade alltså den period i kinesisk historia som kom att kallas De fem dynastierna och De tio rikena och kom att innebära att en ny dynasti regerade Kina i nästan 320 år. Taizu lyckades få generalerna att överlämna kommandot över sina trupper till honom och därigenom centralisera den militära makten till sig. Detta gjorde han genom att dela ut höga titlar och stora pensioner till generalerna. Genom att de militära stormännen i Kina inte längre hade lika stor makt och att Taizu överförde mycket av den politiska myndigheten till civila enheter, så fick kejsaren stöd av den krigströtta befolkningen. Taizu förde en expansiv politik som gick ut på att erövra de svagare områdena i söder först och sedan vända sig mot de starkare kungadömena i norr, speciellt då alliansen mellan Norra Han och Liaodynastin fortfarande bestod och var stark. 965 inlemmades Sichuan i riket genom både militära och diplomatiska påtryckningar.
Akademier grundades där diskussioner kring nya tekniska lösningar fick större utrymme och frihet. Det ledde till en ökande teknisk utveckling, ekonomiska reformer och ny tillväxt i konst och litteratur. Civila tjänstemän rekryterades under denna period på ett urval av resultat på examinationer, vilket skilde sig från tidigare system där mindre än 10 % valdes på sådana preferenser.
År 976 dog Taizu, 49 år gammal, och begravdes liksom de flesta kejsare under Norra Song i Gongyi i Henan. Den nya kejsaren Taizong var en yngre bror till Taizu. Denna tronföljd följdes trots att Taizu hade flera söner.

## Kampsport
Enligt vissa källor grundade Taizu en Shaolinbaserad kampsport som kallas för Tàizu Chángquán (太祖長拳; alltså "Emperor Taizu long fist"). Denna stil utgör kärnan i en modern kungfustil som kallas för Changquan.  Det är dock ovisst om Taizu verkligen grundade denna stil, då vissa referenser är skrivna sent.